# Obra Musical Completa de Juan del Enzina
Obra Musical Completa de Juan del Enzina (LP: 1981, CD: 1990) es un grupo de 4 álbumes grabados por el grupo Pro Mvsica Antiqva de Madrid con Miguel Ángel Tallante como director. Como su propio nombre indica, esta grabación contiene todas las obras que se cree que son de Juan del Encina.[cita requerida]

## Información adicional
- Referencias: MEC 1024, MEC 1025, MEC 1026, MEC 1027.
- Coro: Pro Mvsica Antiqva de Madrid y solistas.
- Versiones, adaptaciones instrumentales y dirección: Miguel Ángel Tallante.
- Estudios de grabación: Audiofilm (Madrid).

## Pistas
- Disco 1

1. No quiero tener querer" - 2:14
2. No quiero que me consienta" - 3:06
3. "Partístesos, mis amores" - 1:34
4. "Todos los bienes del mundo" - 1:45
5. "Pues que ya nunca nos véis" - 1:52
6. "El que tal señora tiene" - 2:16
7. "Pues que mi triste penar" - 2:45
8. "Caldero y llave, madona" - 1:59
9. "Más quiero morir por veros" - 2:29
10. "Partir, coraçón, partir" - 2:01
11. "Revelóse mi cuidado" - 2:32
12. "No tienen vado mis males" - 2:23
13. "Tan buen ganadico" - 2:07
14. "Ay, triste, que vengo (I)" - 2:18
15. "Ay, triste, que vengo (II)" - 1:24
16. "O, castillo de Montanges" - 3:21
17. "¡Cucú, cucú, cucucú!" - 1:33

- Disco 2

1. Ya no quiero tener fe" - 3:17
2. "Congoxa más que crüel" - 2:14
3. "Razón que fuerça no quiere" - 2:11
4. "Serviros i bien amaros" - 2:31
5. "Fata la parte" - 1:52
6. Pues no te duele mi (muerte)" - 2:03
7. " Pues amas, triste amador" - 2:08
8. " No se puede llamar fe" - 1:40
9. "Si abrá en este baldrés" - 2:14
10. Ya no quiero ser vaquero" - 2:15
11. Paguen mis ojos, pues vieron" - 1:50
12. "Para verme con ventura" - 2:28
13. "Ya no spero qu'en mi vida" - 2:24
14. " Ya cerradas son las puertas" - 2:22
15. "Amor con fortuna" - 1:56
16. "Vuestros amores é, señora" - 2:08
17. "Yo me estava reposando" - 1:31
18. "Señora de hermosura" - 1:30
19. "Una sañosa porfía" -

- Disco 3 - 41:14

1. "Pésame de vos, el conde" - 2:25
2. "Pues que jamás olvidaros" - 1:55
3. "Es la causa bien amar" - 2:52
4. "Los sospiros no sosiegan" - 3:00
5. "Mortal tristura me dieron" - 2:36
6. "Ya no soy desposado" - 1:50
7. " Una amiga tengo hermano" - 1:32
8. "Antonilla es desposada" - 1:38
9. "Quédate carillo, adiós" - 2:26
10. "Romerico, tú que vienes" - 2:54
11. " Dezidme pues sospirastes" - 2:19
12. Pedro bien te quiero" - 1:31
13. "Remediad, señora mía I" - 1:49
14. "Remediad, señora mía II" - 2:37
15. "Pelayo, Ten buen esfuerço" - 2:09
16. "Despierta, despierta tus fuerças, Pegaso" - 2:59
17. "Triste España sin ventura" - 2:14
18. "A tal pérdida tan triste" - 2:26

- Disco 4 - 42:00

1. "¿Qu'es de ti, desconsolado?" - 3:24
2. " Levanta Pascual levanta " - 2:15
3. " A quien devo yo llamar" - 2:49
4. "Por vnos puertos arriba" - 1:34
5. Quien te traxo cavallero" - 1:47
6. "Mi libertad en sossiego" - 1:59
7. " Si amor pone las escalas" - 1:44
8. "Soy contento, vos servida" - 3:11
9. " Más vale trocar" - 2:24
10. " ¡O Reyes Magos benditos!" - 3:04
11. " Por muy dichoso se tenga" - 2:23
12. " Pues que tu reyna del cielo " - 1:45
13. " El que rige y el regido" - 1:55
14. "Nuevas te trayo Carillo " - 2:22
15. " Daca baylemos Carillo" - 1:34
16. Ninguno cierre las puertas"- 2:28
17. Gran gasajo siento yo" - 1:53
18. Gasagemonos de huzia" - 1:36
19. Oy comamos y bevamos" - 1:50

## Intérpretes
Componentes de Pro Mvsica Antiqva de Madrid:
- Miguel Ángel Tallante - viola de brazo discanto, espineta, salterio de arco, arpa y carillón.
- Marcial Moreiras - viola de brazo alto, rabel soprano y salterio de arco.
- Emma Ojea - viola de gamba bajo y rabel tenor.
- Ana Isabel Vizoso - laúd, vihuela y flautas de pico.
- Juan Zamora - flautas de pico, cromornos y sordones.
- Antonio Arias - flauta travesera soprano, flautas de pico, cromornos y sordones.
- Miguel Borja - bombardas, bajón, flautas de pico, cromornos y sordones.
- Enrique Lafuente - flautas de pico, cromornos, sordones, espineta y bajón.
- Javier Benet - percusión, bombarda alto y flautas de pico.

Cantantes solistas colaboradores:
- Ifigenia Sánchez - soprano
- Dolores Quijano - mezzo-soprano
- Pablo Heras - tenor I
- Tomás Cabrera - tenor II
- Luis Álvarez - barítono, recitador
- Jacinto de Antonio - bajo

## Galería

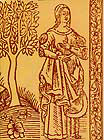
Grabado de la edición de 1520 de la "Égloga de Plácida y Vitoriano", de Juan del Enzina, empleado en la portada.